# زیردریایی کلاس سی‌ولف
زیردریایی کلاس سی‌ولف (به انگلیسی: Seawolf-class submarine) یک کلاس از زیردریایی است که طول آن 353 ft (107 m) می‌باشد.